# Röthis
Röthis település Ausztria legnyugatibb tartományának, Vorarlbergnek a Feldkirchi járásában található. Területe 2,72 km², lakosainak száma 1856 fő, népsűrűsége 680 fő/km² (2014. január 1-jén). A település 508 méter tengerszint feletti magasságban helyezkedik el.

## Fordítás
- Ez a szócikk részben vagy egészben  a   Röthis című angol Wikipédia-szócikk ezen változatának fordításán alapul.  Az eredeti cikk szerkesztőit annak laptörténete sorolja fel. Ez a jelzés csupán a megfogalmazás eredetét és a szerzői jogokat jelzi, nem szolgál a cikkben szereplő információk forrásmegjelöléseként.